# Opius torulatus
Opius torulatus är en stekelart som beskrevs av Maximilian Fischer 1972. Opius torulatus ingår i släktet Opius och familjen bracksteklar. Inga underarter finns listade i Catalogue of Life.